# Ричард Фицрой, 1-й барон Чилхем
Ричард Фицрой (англ. Richard Fitzroy; умер в 1245/46) — английский аристократ, внебрачный сын короля Джона Безземельного. 1-й барон Чилхем. Участвовал в Первой баронской войне (на стороне короны), в Пятом крестовом походе, занимал должность шерифа Беркшира.

## Биография
Ричард Фицрой был внебрачным сыном короля Англии Джона Безземельного и Аделы де Варенн, дочери Гамелина де Варенна, графа Суррея. Он оказался единственным бастардом Джона, возвысившимся до баронского статуса. Дата рождения Ричарда неизвестна. Отец женил его на Розе де Дувр, дочери и наследнице Фульберта II де Дувр. Благодаря этому браку Ричард получил замок Чилхем и примерно полтора десятка рыцарских фьефов в Кенте и Эссексе, став таким образом феодальным бароном Чилхем.
В 1215 году Ричард был посвящён в рыцари. Когда бароны восстали против короны и заключили союз с королём Франции Филиппом Августом, Чилхем поддержал отца. Он упоминается в источниках как командир королевской армии и констебль ряда замков. В частности, в 1216—1218 годах сэр Ричард управлял замком Уоллингфорд в Беркшире с его округой, а с 1217 года занимал должность шерифа Беркшира. 24 августа 1217 года в решающем морском сражении при Сэндвиче Чилхем, командуя кораблём, атаковал и захватил вражеский флагман; согласно одной из хроник, он лично убил командира французского флота.
Сэр Ричард принял участие в Пятом крестовом походе (1219—1220). Он доплыл до египетской Дамиетты, но после поражения крестоносной армии вернулся в Англию. Королём к тому моменту уже был единокровный брат барона Генрих III, который не доверял ему так же безоговорочно, как отец. Сразу после возвращения Чилхем вернул короне Уоллингфорд, но оставил за собой пост шерифа Беркшира. В 1223 году брат короля по имени Ричард участвовал в походе в Уэльс, а в 1225 году сопровождал короля Шотландии Александра II в его паломничестве в Кентербери; остаётся неясным, был это барон Чилхем или ещё один законный сын Джона Безземельного, будущий граф Корнуолл и король Германии. Сэр Ричард занимался сбором в Кенте в 1225 года специального налога, введённого для финансирования похода в Пуату. В 1227 году он снова отправился в Святую землю и вернулся год спустя. В 1230 году Чилхем участвовал в походе Генриха III в Бретань, в 1242 году он вместе с Уильямом Бардольфом разбил морских разбойников, базировавшихся на острове Ланди в Бристольском заливе, и привёз их главарей в Лондон для суда и казни.
Точная дата смерти Ричарда Фицроя неизвестна. Это произошло в 1245 или 1246 году.

## Семья
Роза де Дувр, дочь Фульберта де Дувр и Изабеллы де Бривер, родила сэру Ричарду трёх детей — сына, тоже Ричарда, и дочерей Изабеллу (будущую жену сэра Мориса Беркли) и Лоретту, будущую жену Уильяма Мармиона и мать 1-го барона Мармиона.